# Meranoplus hospes
Meranoplus hospes är en myrart som beskrevs av Auguste-Henri Forel 1910. Meranoplus hospes ingår i släktet Meranoplus och familjen myror. Inga underarter finns listade i Catalogue of Life.